# سد زاو
سد زاو  وهو سد مجوف يعمل بالجاذبية يقع في محافظة ياماغاتا في اليابان.  يستخدم السد للتحكم في الفيضانات وإمدادات المياه. تبلغ مساحة مستجمعات المياه في السد 21 كيلومترًا مربعًا. يحجز السد حوالي 24 هكتارًا من الأرض عندما يمتلئ ويمكنه تخزين 7300 ألف متر مكعب من المياه. بدأ بناء السد في عام 1965 واكتمل في عام 1969. 